# رود مایکروفونز
رود مایکروفونز (انگلیسی: Røde Microphones) شرکت الکترونیک استرالیایی است، که در سال ۱۹۶۷ تأسیس شد.